# Tiro ai Giochi della VII Olimpiade - Pistola militare individuale
La competizione della Pistola militare individuale  di tiro a segno ai Giochi della VII Olimpiade si tenne il 3 agosto 1920 a  Camp de Beverloo, Leopoldsburg.

## Risultati
Distanza 30 metri. 30 colpi divisi in 6 serie da 5 colpi ciascuna.
| Pos.    | Atleta             | Nazione     | Punti |
| ------- | ------------------ | ----------- | ----- |
| Oro     | Guilherme Parãense | Brasile     | 274   |
| Argento | Raymond Bracken    | Stati Uniti | 272   |
| Bronzo  | Fritz Zulauf       | Svizzera    | 269   |
| ?       | Louis Harant       | Stati Uniti | 264   |
| ?       | Karl Frederick     | Stati Uniti | 262   |
| ?       | Al Lane            | Stati Uniti | 258   |
| ?       | Howard Bayles      | Stati Uniti | 244   |